# Савич, Овадий Герцович
Овадий Герцович Савич (17 (29) июля 1896, Варшава — 19 июля 1967, Москва) — русский советский прозаик и переводчик, поэт.

## Биография
Родился в интеллигентной семье в предместье Варшавы, в 1900 году семья переехала в Москву. Со школьных лет писал стихи.
В 1911 году поступил на юридический факультет Московского университета, но с началом Первой мировой войны после 3-го курса призван в армию.
В 1915—1920 годах служил актёром Драматического театра В. Ф. Комиссаржевской, с 1922 года проживал за границей (с 1924 года в Берлине, в 1929 году переехал в Париж), писал для советских газет. Дружил с И. Эренбургом.
В 1932—1936 годах — корреспондент «Комсомольской правды» в Париже.
В 1937—1939 годах — корреспондент ТАСС в Испании во время гражданской войны там. Савич не знал ни одного испанского слова, когда он прибыл в Испанию, но вскоре он настолько освоил этот язык, что стал одним из лучших переводчиков испаноязычной поэзии. В 1939 году вынужденно вернулся в СССР, так как его жену, уехавшую в 1936 в СССР к умирающей матери, не выпустили обратно за рубеж.
Во время Великой Отечественной войны работал в Совинформбюро.
После войны занимался в основном переводами, выпустил несколько сборников испанских и латиноамериканских поэтов.
В 1960 г. во время отдыха в Коктебеле снялся в шутливом кинофильме Виктора Некрасова «Паола и роман» в роли Герцога.
Урна с прахом захоронена в колумбарии Новодевичьего кладбища (секция 130).

## Семья
Жена — Аля Яковлевна Савич (урождённая Мазе, 1904—1991), дочь главного раввина Москвы Я. И. Мазе.

## Творчество
Начинал со стихов (первая публикация — 1915), с середины 1920-х перешёл к прозе.
Проза Савича берёт своё начало в орнаментальном и фрагментарном стиле пильняковского направления.
Главное произведение Савича — роман «Воображаемый собеседник» (1928), «насыщенное символикой повествование о жизни маленького человека, который после 50-ти лет обыденного существования вдруг начинает размышлять о неосуществленной самореализации, и это постепенно ведет его к гибели, причем выразительность здесь усиливается благодаря введению в сюжет некоего воображаемого „альтер эго“».
Совместно с В. Пиотровским написал пародийный авантюрно-фантастический роман «Атлантида под водой» (1927).
Несколько подборок стихов Савича были опубликованы в газетах и журналах постсоветских лет (Литературная газета, Звезда).

## Сочинения
- Стихи // Альфа (альманах), 1915
- По холстяной земле. — Берлин: Книгоиздательство писателей в Берлине, 1923.
- В горах // «Красная новь», 1925, № 9
- Пансион фон-Оффенберг //«Красная новь», 1926, № 8
- Атлантида под водой, 1927, совместно с В. Пиотровским, под псевдонимом Ренэ Каду
- Ванька-встанька. — Харьков: Пролетарий, 1927. — 232 с.
- Короткое замыкание. — М.-Л.: Госиздат, 1927. — 236 с.
- Плавучий остров. — М.: Никитинские субботники, 1927. — 160 с.
- Синий шёлк. — Рига: Литература, 1927.
- Воображаемый собеседник, Л., Прибой, 1928
- Мы и они. Франция. (совместно с И. Эренбургом), — Берлин: Петрополис, 1931
- Люди интернациональных бригад. — М.: Журнгазобъединение, 1938.— 48 с.
- Счастье Картахены. — М.: Правда, 1947. — 48 с.
- Печаль моей земли. Пьеса. (совместно с А. Бруштейн) М., 1953
- Два года в Испании. Очерки и рассказы. — М.: Советский писатель, 1961. — 282 с.
- Два года в Испании. — М., 1966
- Воображаемый собеседник. М., 1991

### Переводы
- Габриела Мистраль Стихи. [Пер. и предисл. О. Савича], — М., Гослитиздат, 1959.
- Луис Карлос Лопес. Грибы на кочке. Сатирические стихи. [Перевод О. Савича], М., 1961.
- Мистраль Г. Лирика./ Пер. О. Савича — М., 1963
- Поэты Испании и Латинской Америки. Избранные переводы. — М.: Художественная литература, 1966.
- Луис Карлос Лопес. Грибы на кочке. Сатирические стихи. [Перевод О. Савича], М.: Художественная литература, 1966.
- Альберти Р. Сценические стихи. [Предисл. О. Савича] — М.: Прогресс, 1966.
- Неруда П. Птицы Чили. — М.: Прогресс, 1967.
- Каррера Андраде Х. Инвентарь мира. — М.: Художественная литература, 1977.